# ميخائيل باكمان
ميخائيل باكمان (بالإنجليزية: Michael Backman)‏ هو صحفي أسترالي، ولد في 19 سبتمبر 1967.